# Emil Ruusuvuori
Emil Ruusuvuori (IPA: [ˈeːmil ˈruːsuˌʋuo̯ri]; Helsinki, 2 aprile 1999) è un tennista finlandese.
In singolare ha perso due finali del circuito maggiore, si è aggiudicato diversi titoli nei circuiti minori e ha raggiunto la 37ª posizione nel ranking ATP nell'aprile 2023. In doppio, ha disputato una finale ATP e ha vinto alcuni tornei nei circuiti minori.
Nel 2017 ha fatto il suo esordio nella squadra finlandese di Coppa Davis, che con il suo contributo ha raggiunto per la prima volta le semifinali nell'edizione 2023. Tra gli juniores si è spinto fino al 4º posto nel ranking mondiale di categoria.

## Biografia

### Juniores
Gioca nell'ITF Junior Circuit tra il 2013 e il 2017 e nel 2014 vince i primi titoli in doppio in tornei minori. Alla sua ultima stagione tra gli juniores consegue i suoi risultati più significativi, a gennaio raggiunge i quarti di finale in singolare agli Australian Open, in giugno viene sconfitto nei quarti in doppio al Roland Garros e a settembre perde la semifinale degli US Open nel tie-break decisivo contro Wu Yibing, che si aggiudicherà il titolo. In ottobre coglie la vittoria più importante al suo ultimo torneo di categoria, il prestigioso ITF Junior Masters, nel quale si prende la rivincita in finale su Wu sconfiggendolo nel tie-break del terzo set. Grazie a questo successo in novembre raggiunge il 4º posto nel ranking mondiale.  Chiude l'esperienza tra gli juniores dopo aver vinto altri quattro titoli in singolare e sei titoli in doppio.

### 2013-2017: inizi tra i professionisti, esordio in Coppa Davis e primo titolo Futures
Allenato dall'italiano Federico Ricci, nel 2014 fa le sue prime due apparizioni tra i professionisti nelle qualificazioni di tornei Challenger finlandesi a soli 15 anni. Tra il 2015 e il 2016 disputa 4 tornei ITF Futures in singolare e vince i suoi primi due incontri. In doppio disputa la sua prima semifinale nell'agosto 2016 al Futures Finland F3. Reduce dai quarti di finale agli Australian Open juniores, nel febbraio 2017 fa il suo esordio nella squadra finlandese di Coppa Davis in occasione della sfida persa 3-2 con la Georgia e viene sconfitto da Nikoloz Basilašvili. Verso fine anno inizia a giocare con continuità tra i professionisti e in novembre vince il primo titolo al torneo Futures Finland F4 battendo in finale Evgeny Karlovskiy per 4-6, 6-0, 6-1.

### 2018-2019: primi titoli Challenger, vittoria su Thiem e 123º nel ranking
All'inizio del 2018 si qualifica per la prima volta in un torneo Challenger a Bangkok e vince il primo incontro di categoria. Subito dopo vince il suo primo incontro in Coppa Davis battendo Aziz Dougaz nella sfida vinta 3-2 contro la Tunisia. In marzo conquista il primo titolo in doppio al Futures France F5 e nel corso della stagione vincerà altri tre Futures in singolare e due in doppio; partecipa inoltre ad alcuni altri tornei Challenger senza conseguire risultati di rilievo. In novembre arriva alla 316ª posizione del ranking ATP di singolare.
Nella prima parte del 2019 vince altri due tornei ITF in singolare e in maggio vince il primo titolo Challenger nel torneo di doppio di Shymkent in coppia con Jurij Rodionov, battendo in finale Gonçalo Oliveira / Andrėj Vasileŭski. Quello stesso mese vince per la prima volta due incontri in singolare in un torneo Challenger e disputa il suo ultimo torneo ITF in carriera. Il mese dopo viene sconfitto alla sua prima apparizione nelle qualificazioni di un torneo ATP a 's-Hertogenbosch e il 23 giugno conquista a Fergana il primo titolo Challenger in singolare sconfiggendo in finale Roberto Cid Subervi per 6-3, 6-2.
Continua a fare risultati nei Challenger, a luglio vince il titolo in doppio ad Amersfoort, in settembre vince il torneo di singolare a Manacor e la settimana dopo fa il suo ingresso nella top 200 del ranking. Sempre a settembre ottiene la vittoria più prestigiosa di inizio carriera sconfiggendo in Coppa Davis il nº 5 del mondo Dominic Thiem, reduce dalla sua seconda finale disputata al Roland Garros. La settimana successiva vince il Challenger di Glasgow e con il Challenger vinto in novembre a Helsinki chiude la stagione alla 123ª posizione mondiale, nuovo miglior ranking.

### 2020: prima semifinale ATP e top 100
Apre la stagione al Canberra Challenger, durante il torneo supera due top 100 tra i quali l'emergente Jannik Sinner e perde la finale con Philipp Kohlschreiber; la settimana successiva viene eliminato al secondo turno di qualificazione agli Australian Open. In febbraio fa il suo esordio nel circuito maggiore superando le qualificazioni a Montpellier, sconfigge quindi Dennis Novak e viene eliminato al secondo turno da Norbert Gombos, risultati che lo portano alla 101ª posizione del ranking. Inizia a giocare quasi esclusivamente nei tornei ATP, e nei successivi tre supera le qualificazioni solo a Marsiglia. Ha quindi inizio la lunga pausa del tennis mondiale per la pandemia di COVID-19 e alla ripresa in agosto si trova al 100º posto del ranking prima di iniziare a giocare.
Il primo torneo è il Masters 1000 di Cincinnati, supera le qualificazioni, al primo turno del main draw ha la meglio su Sebastian Korda e al secondo strappa un set al nº 8 del mondo Matteo Berrettini, che si impone per 7-5 nel parziale decisivo. Fa quindi il suo esordio in un torneo del Grande Slam agli US Open, a cui accede senza passare per le qualificazioni; al primo turno sconfigge Aljaz Bedene e un infortunio alla gamba destra lo costringe al ritiro durante il successivo match contro Casper Ruud. Eliminato al primo turno nei successivi quattro tornei, tra i quali il Roland Garros, raggiunge per la prima volta una semifinale ATP a Nur-Sultan e viene sconfitto da Adrian Mannarino. A fine torneo sale all'84ª posizione mondiale e due settimane più tardi vince il Challenger di doppio a Bratislava.

### 2021: due semifinali ATP, quarto turno a Miami e 66º nel ranking
A inizio stagione raggiunge il secondo turno in cinque tornei del circuito maggiore tra cui gli Australian Open, dove al primo turno elimina il nº 11 ATP Gaël Monfils. Sconfigge il nº 7 al mondo Alexander Zverev al secondo turno del Miami Open con il punteggio di 1-6, 6-3, 6-1, e viene sconfitto da Jannik Sinner al quarto turno, ottenendo il miglior risultato di inizio carriera in un torneo Masters 1000. Perde sette dei successivi 10 incontri ed esce al primo turno al Roland Garros e al suo primo Torneo di Wimbledon. Torna a mettersi in luce a luglio raggiungendo le semifinali dell'Atlanta Open, dopo aver eliminato Mackenzie McDonald accede ai quarti grazie al ritiro di Benoît Paire nel corso del terzo set, batte la testa di serie nº 3 Cameron Norrie e perde il match contro Brandon Nakashima per 6-3, 4-6, 3-6. A fine torneo sale al 69º posto nel ranking.
Nei successivi tre tornei supera il primo turno solo a Washington e ad agosto raggiunge a Winston-Salem la sua terza semifinale ATP in carriera; nel corso del torneo elimina la testa di serie nº 5 Aleksandr Bublik, la nº 12 Benoît Paire e nei quarti la nº 14 Richard Gasquet, l'accesso alla finale gli viene negato da Il'ja Ivaška, che gli concede tre soli giochi e vincerà il suo primo titolo ATP. Con questo risultato porta il best ranking alla 66ª posizione. Dopo il secondo turno raggiunto agli US Open, è ancora Ivaška a eliminarlo nei quarti di finale a Nur-Sultan. Negli ultimi tornei del 2021 supera il primo turno in singolare solo all'Indian Wells Masters sconfiggendo Dominik Koepfer, e viene eliminato da Karen Chačanov al secondo turno. Nell'ultimo torneo stagionale di Stoccolma disputa la sua prima semifinale ATP in doppio, e in coppia con Botic van de Zandschulp viene eliminato da Santiago González / Andres Molteni.

### 2022: prima finale e due semifinali ATP, top 40
Inizia il 2022 arrivando in semifinale al Melbourne Summer Set e perde il suo primo testa a testa con Rafael Nadal 4-6, 5-7. Agli Australian Open esce di scena al primo turno, sconfitto dalla testa di serie nº 9 Auger-Aliassime al quinto set. Al torneo di Pune batte nell'ordine Herasimaŭ, Kopřiva, Veselý e Majchrzak tutti in due set, raggiunge così la sua prima finale ATP in carriera e viene sconfitto da João Sousa per 7-6, 4-6, 6-1. Al torneo di Doha supera David Goffin ed esce al secondo turno per mano di Karen Chačanov. Nella sfida di Coppa Davis persa 3-2 contro il Belgio, vince contro Zizou Bergs e perde da Goffin. Al secondo turno del Masters 1000 di Indian Wells perde in rimonta da Diego Schwartzman.  Esce al secondo turno anche a Miami, sconfitto da Jannik Sinner dopo aver servito per il match sul 5-4 e aver sprecato tre match point nel tie-break del set decisivo.
Perde contro Sinner anche al secondo turno del successivo Masters di Monte Carlo, A Barcellona elimina Aleksandr Bublik ed esce al terzo turno per mano di Casper Ruud, risultati con cui sale al 63º posto mondiale. Continua l'ascesa nei tornei successivi, a Monaco di Baviera raggiunge i quarti e raccoglie solo 2 giochi contro il vincitore del torneo Holger Rune, mentre vince i suoi primi incontri in carriera ed esce al secondo turno sia a Roma che all'Open di Francia. Si spinge fino ai quarti al Queen's e cede in due set a Marin Čilić. Anche a Wimbledon vince il primo incontro in carriera ed esce al secondo turno e due settimane più tardi si trova al 42º posto del ranking. Sulla terra di Amburgo supera lo specialista Diego Schwartzman e viene eliminato al secondo turno da Lorenzo Musetti, che si aggiudicherà il titolo.
Inizia la trasferta americana uscendo al terzo turno a Washington dopo aver battuto il nº 11 ATP Hubert Hurkacz, mentre non supera il secondo turno nei tornei successivi e il primo turno agli US Open. Non consegue grandi risultati nei primi tornei autunnali, torna a mettersi in luce raggiungendo la semifinale a Stoccolma con il netto successo nei quarti su Frances Tiafoe, prima della secca sconfitta subita contro Stefanos Tsitsipas. A Vienna elimina Lorenzo Sonego e al secondo turno cede in tre set a Hubert Hurkacz, risultati che gli consentono di chiudere la stagione con il nuovo best ranking alla 40ª posizione.

### 2023: semifinale in Coppa Davis, quarti di finale a Miami e 37º nel ranking
Inizia la stagione con l'eliminazione al turno di esordio nei primi due tornei stagionali e al secondo turno agli Australian Open. Con tre vittorie su altrettanti incontri disputati è il protagonista nella sfida di Coppa Davis che vede la Finlandia eliminare per 3-1 clamorosamente l'Argentina e accedere per la prima volta nella sua storia al livello più alto del torneo. Torna a mettersi in luce a marzo a Indian Wells, dove elimina Roberto Bautista Agut e al terzo turno perde per 5-7 nel set decisivo contro Alexander Zverev. Al successivo Miami Open si spinge per la prima volta fino ai quarti di finale in un Masters 1000, elimina tra gli altri lo stesso Bautista Agut e Botic van de Zandschulp e ancora una volta soccombe contro Sinner, che gli concede 4 soli giochi. Guadagna 17 posizioni in classifica e porta il best ranking alla 37ª.
Raggiunge di nuovo il terzo turno a Barcellona con la vittoria sui nº 12 del mondo Frances Tiafoe e viene sconfitto da Davidovich Fokina. Non va oltre il secondo turno a Madrid, Roma e all'Open di Francia. Disputa la sua prima semifinale sull'erba in carriera a 's-Hertogenbosch grazie alla vittoria in due set nei quarti sul nº 9 del mondo Sinner, che lo aveva sconfitto nelle ultime 5 occasioni, e perde in due set contro il giocatore di casa e vincitore del torneo Tallon Griekspoor. Viene eliminato al turno di esordio negli altri tornei sull'erba, compreso Wimbledon, e sulla terra a Båstad.
Esce di scena al terzo turno a Washington, così come al Cincinnati Open, dopo aver eliminato il nº 8 del mondo Andrej Rublëv. A partire da agosto un esaurimento gli procura diversi infortuni che gli fanno rinunciare a diversi tornei nella parte finale della stagione, a cominciare dagli US Open. Prende invece parte alla successiva fase a gruppi delle Finals di Coppa Davis, vince due dei tre match giocati, la Finlandia elimina Stati Uniti e Croazia e accede ai suoi primi storici quarti di finale. Accusa altri infortuni e deve rinunciare ai vittoriosi quarti di finale di Davis contro il Canada, torna a giocare nella semifinale persa contro l'Australia e cede nell'incontro decisivo ad Alex de Minaur. Chiude il 2023 al 69º posto del ranking ATP.

### 2024: una finale ATP, diversi infortuni e discesa nel ranking
All'esordio stagionale raggiunge all'Hong Kong Open la sua seconda finale ATP in carriera e viene sconfitto per 4-6, 4-6 da Rüblev dopo aver eliminato il nº 15 ATP Karen Chačanov. Al secondo turno degli Australian Open perde 6-0 il quinto set contro il nº 3 del mondo Medvedev, dopo aver vinto i primi due parziali. Al Rotterdam Open esce al terzo turno per mano di Tallon Griekspoor dopo le vittorie sui top 25 Jan-Lennard Struff e Ugo Humbert, risultati con cui risale alla 43ª posizione. Eliminato al terzo turno al Qatar Open ATP, ha quindi inizio una serie quasi ininterrotta di sconfitte nelle fasi iniziali dei tornei. Torna a mettersi in luce a Wimbledon con la vittoria in quattro set sul nº 11 del mondo Stefanos Tsitsipas e viene eliminato al terzo turno da Giovanni Mpetshi Perricard. Dopo una pausa di oltre tre settimane, gioca l'ultimo torneo stagionale a fine luglio al Washington Open ed esce al secondo turno. Come nel finale del 2023, anche la stagione 2024 era stata caratterizzata da diversi infortuni, e dopo Washington si prende una lunga pausa per prendersi cura della propria salute fisica e mentale. Chiude il 2024 alla 95ª posizione mondiale.

### 2025
Rinuncia a giocare anche i tornei di gennaio 2025 ed esce dalla top 100 quando scadono i punti guadagnati con la finale raggiunta all'Hong Kong Open 2024. Riparte a febbraio dai tornei Challenger e dalla 142ª posizione mondiale. Fatica a ritrovare la forma e già a metà del mese esce dalla top 200. A inizio marzo subisce un nuovo infortunio e si ritira durante il match di secondo turno al Challenger di Thionville. Raggiunge per la prima volta i quarti di finale in stagione al successivo Challenger Cherbourg-La Manche. Nei tornei che seguono raccoglie soprattutto sconfitte e a maggio si prende una nuova pausa.

## Statistiche

### Singolare

#### Finali perse (2)
| Legenda              |
| Grande Slam (0)      |
| ATP Finals (0)       |
| ATP Masters 1000 (0) |
| ATP Tour 500 (0)     |
| ATP Tour 250 (2)     |

| N. | Data            | Torneo                    | Superficie | Avversari in finale | Punteggio        |
| 1. | 6 febbraio 2022 | Maharashtra Open, Pune    | Cemento    | João Sousa          | 6(9)–7, 6–4, 1–6 |
| 2. | 7 gennaio 2024  | Hong Kong Open, Hong Kong | Cemento    | Andrej Rublëv       | 4–6 4–6          |

### Doppio

#### Finali perse (1)
| Legenda              |
| -------------------- |
| Grand Slam (0)       |
| ATP Finals (0)       |
| ATP Masters 1000 (0) |
| ATP Tour 500 (0)     |
| ATP Tour 250 (1)     |

| N. | Data             | Torneo                      | Superficie  | Compagno               | Avversari in finale        | Punteggio |
| 1. | 11 febbraio 2024 | Open 13 Provence, Marsiglia | Cemento (i) | Patrik Niklas-Salminen | Tomáš Macháč Zhang Zhizhen | 3-6, 4-6  |

### Tornei minori

#### Singolare

##### Vittorie (10)
| Legenda        |
| -------------- |
| Challenger (4) |
| Futures (6)    |

| N.  | Data              | Torneo                                | Superficie  | Avversari in finale    | Punteggio        |
| 1.  | 19 novembre 2017  | Finland F4, Helsinki                  | Cemento (i) | Evgenij Karlovskij     | 4–6, 6–0, 6–1    |
| 2.  | 3 giugno 2018     | Spain F13, Santa Margarida de Montbui | Cemento     | Alexander Zhurbin      | 6-3, 6-3         |
| 3.  | 2 settembre 2018  | Italy F25, Piombino                   | Cemento     | Sami Reinwein          | 6-1, 6-2         |
| 4.  | 7 ottobre 2018    | Sweden F5, Falun                      | Cemento (i) | Patrik Niklas-Salminen | 6-4, 6-4         |
| 5.  | 10 marzo 2019     | M15 Oslo, Oslo                        | Cemento (i) | Mick Veldheer          | 6-1, 6-4         |
| 6.  | 14 aprile 2019    | M25 Sunderland, Sunderland            | Cemento (i) | Andrés Artuñedo        | 6-2, 7-5         |
| 7.  | 23 giugno 2019    | Fergana Challenger, Fergana           | Cemento     | Roberto Cid Subervi    | 6-3, 6-2         |
| 8.  | 1º settembre 2019 | Rafa Nadal Open, Manacor              | Cemento     | Matteo Viola           | 6–0, 6–1         |
| 9.  | 22 settembre 2019 | Murray Trophy, Glasgow                | Cemento     | Alexandre Müller       | 6-3, 6-1         |
| 10. | 17 novembre 2019  | Tali Open, Helsinki                   | Cemento (i) | Mohamed Safwat         | 6–3, 6(4)–7, 6–2 |

##### Finali perse (2)
| Legenda        |
| -------------- |
| Challenger (2) |
| Futures (0)    |

| N. | Data            | Torneo                       | Superficie  | Avversari in finale   | Punteggio        |
| 1. | 11 agosto 2019  | Schwaben Open, Augusta       | Terra rossa | Yannick Hanfmann      | 6–2, 4–6, 5–7    |
| 2. | 12 gennaio 2020 | Canberra Challenger, Bendigo | Cemento     | Philipp Kohlschreiber | 6(5)–7, 6–4, 3–6 |

#### Doppio

##### Vittorie (6)
| Legenda tornei minori |
| Challenger (3)        |
| Futures (3)           |

| N. | Data             | Torneo                        | Superficie  | Compagno         | Avversari in finale                   | Punteggio        |
| 1. | 17 marzo 2018    | France F5, Poitiers           | Cemento (i) | Viktor Durasovic | Christian Hirschmueller David Novotny | 6–4, 7–6(1)      |
| 2. | 31 marzo 2018    | Portugal F6, Lisbona          | Cemento     | Kenneth Raisma   | Steven Diez Bruno Mardones            | 7–6(2), 6–2      |
| 3. | 12 maggio 2018   | Hungary F1, Zalaegerszeg      | Terra rossa | Kenneth Raisma   | Adam Taylor Jason Taylor              | 6-4, 6-4         |
| 4. | 11 maggio 2019   | Shymkent Challenger, Shymkent | Terra rossa | Jurij Rodionov   | Gonçalo Oliveira Andrėj Vasileŭski    | 6–4, 3–6, [10–8] |
| 5. | 20 luglio 2019   | Amersfoort Open, Amersfoort   | Terra rossa | Harri Heliövaara | Jesper de Jong Ryan Nijboer           | 6-3, 6-4         |
| 6. | 14 novembre 2020 | Slovak Open, Bratislava       | Cemento (i) | Harri Heliövaara | Lukáš Klein Alex Molčan               | 6-4, 6-3         |

## Risultati in progressione
| Sigla | Risultato               |
| ----- | ----------------------- |
| V     | Vincitore               |
| F     | Finalista               |
| SF    | Semifinalista           |
| O     | Oro olimpico            |
| A     | Argento olimpico        |
| SF    | Bronzo olimpico         |
| QF    | Quarti di Finale        |
| 4T    | Quarto turno            |
| 3T    | Terzo turno             |
| 2T    | Secondo turno           |
| 1T    | Primo turno             |
| RR    | Round Robin             |
| LQ    | Turno di qualificazione |
| A     | Assente                 |
| ND    | Non disputato           |

| Legenda superfici    |
| -------------------- |
| Cemento              |
| Terra battuta        |
| Erba                 |
| Superficie variabile |

Aggiornati al 31 maggio 2024.

### Singolare
| Tornei Grande Slam    |               |               |               |               |               |               |               |        |             |             |             |
| Australian Open       | A             | A             | A             | Q2            | 2T            | 1T            | 2T            | 2T     | 0 / 4       | 3–4         | 43%         |
| Roland Garros         | A             | A             | A             | 1T            | 1T            | 2T            | 2T            | 1T     | 0 / 5       | 2–5         | 29%         |
| Wimbledon             | A             | A             | A             | ND            | 1T            | 2T            | 1T            |        | 0 / 3       | 1–3         | 25%         |
| US Open               | A             | A             | A             | 2T            | 2T            | 1T            | A             |        | 0 / 3       | 2–3         | 40%         |
| Vittorie–Sconfitte    | 0–0           | 0–0           | 0–0           | 1–2           | 2–4           | 2–4           | 2–3           | 1–2    | 0 / 15      | 8–15        | 35%         |
| Nazionale             |               |               |               |               |               |               |               |        |             |             |             |
| Giochi Olimpici       | Non disputati | Non disputati | Non disputati | Non disputati | A             | Non disputati | Non disputati |        | 0 / 0       | 0–0         | –           |
| Coppa Davis           | Z2            | Z2            | Z1            | GM I          | GM I          | GM I          | SF            |        | 0 / 0       | 16–7        | 69%         |
| ATP Tour Masters 1000 |               |               |               |               |               |               |               |        |             |             |             |
| Indian Wells          | Assente       | Assente       | Assente       | ND            | 2T            | 2T            | 3T            | 1T     | 0 / 4       | 4–4         | 50%         |
| Miami                 | Assente       | Assente       | Assente       | ND            | 4T            | 2T            | QF            | 1T     | 0 / 4       | 8–4         | 67%         |
| Monte Carlo           | Assente       | Assente       | Assente       | ND            | A             | 2T            | 1T            | A      | 0 / 2       | 1–2         | 33%         |
| Madrid                | Assente       | Assente       | Assente       | ND            | Q1            | A             | 2T            | 1T     | 0 / 2       | 1–2         | 33%         |
| Roma                  | Assente       | Assente       | Assente       | Assente       | Assente       | 2T            | 2T            | 1T     | 0 / 3       | 1–3         | 25%         |
| Montréal/Toronto      | Assente       | Assente       | Assente       | ND            | 1T            | 2T            | 1T            |        | 0 / 3       | 1–3         | 25%         |
| Cincinnati            | Assente       | Assente       | Assente       | 2T            | Q1            | 2T            | 3T            |        | 0 / 3       | 4–3         | 57%         |
| Shanghai              | Assente       | Assente       | Assente       | Non disputato | Non disputato | Non disputato | A             |        | 0 / 0       | 0–0         | –           |
| Parigi                | Assente       | Assente       | Assente       | Assente       | Assente       | Q1            | Q1            |        | 0 / 0       | 0–0         | –           |
| Vittorie–Sconfitte    | 0–0           | 0–0           | 0–0           | 1–1           | 4–3           | 5–6           | 10–6          | 0 / 17 | 0 / 21      | 20–17       | 54%         |
| Statistiche carriera  |               |               |               |               |               |               |               |        |             |             |             |
|                       | 2017          | 2018          | 2019          | 2020          | 2021          | 2022          | 2023          | 2024   | V–S         | V–S         | V%          |
| Tornei giocati        | 0             | 0             | 0             | 9             | 22            | 28            | 24            | 10     | 93          | 93          | 93          |
| Titoli                | 0             | 0             | 0             | 0             | 0             | 0             | 0             | 0      | 0           | 0           | 0           |
| Finali                | 0             | 0             | 0             | 0             | 0             | 1             | 0             | 1      | 2           | 2           | 2           |
| Cemento V–S           | 0–0           | 2–2           | 2–0           | 6–7           | 21–16         | 24–17         | 19–17         | 11–7   | 85–66       | 85–66       | 56%         |
| Terra V–S             | 0–0           | 1–1           | 0–0           | 0–2           | 1–4           | 7–8           | 5–6           | 1–3    | 15–24       | 15–24       | 38%         |
| Erba V–S              | 0–0           | 0–0           | 0–0           | 0–0           | 1–2           | 4–4           | 3–4           | 0–0    | 8–10        | 8–10        | 44%         |
| Totale V–S            | 0–1           | 3–3           | 2–0           | 6–9           | 23–22         | 35–29         | 27–27         | 12–10  | 108–101     | 108–101     | 108–101     |
| Vittorie %            | 0%            | 50%           | 100%          | 40%           | 51%           | 55%           | 50%           | 55%    | 52%         | 52%         | 52%         |
| Ranking fine anno     | 670           | 385           | 123           | 86            | 95            | 40            | 69            |        | 3 753 674 $ | 3 753 674 $ | 3 753 674 $ |

### Vittorie contro giocatori top-10
| Anno     | 2019 | 2020 | 2021 | 2022 | 2023 | 2024 | Totale |
| -------- | ---- | ---- | ---- | ---- | ---- | ---- | ------ |
| Vittorie | 1    | 0    | 1    | 0    | 2    | 0    | 4      |

| #    | Giocatore        | Rank | Evento                          | Superficie  | Turno | Punteggio            |
| ---- | ---------------- | ---- | ------------------------------- | ----------- | ----- | -------------------- |
| 2019 |                  |      |                                 |             |       |                      |
| 1.   | Dominic Thiem    | 5    | Coppa Davis, Espoo              | Cemento (i) | Z1    | 6–3, 6–2             |
| 2021 |                  |      |                                 |             |       |                      |
| 2.   | Alexander Zverev | 7    | Miami Open, Miami               | Cemento     | 2T    | 1–6, 6–3, 6–1        |
| 2023 |                  |      |                                 |             |       |                      |
| 3.   | Jannik Sinner    | 9    | Rosmalen Open, 's-Hertogenbosch | Erba        | QF    | 6–3, 6–4             |
| 4.   | Andrej Rublëv    | 8    | Cincinnati Open, Cincinnati     | Cemento     | 2T    | 7–6(10), 5–7, 7–6(3) |